# Aegophagamyia brunnea
Aegophagamyia brunnea är en tvåvingeart som först beskrevs av Surcouf 1909.  Aegophagamyia brunnea ingår i släktet Aegophagamyia och familjen bromsar.
Artens utbredningsområde är Madagaskar. Inga underarter finns listade i Catalogue of Life.